# UTF-32
UTF-32是32位Unicode转换格式（Unicode Transformation Formats， 或UTF）的缩写。UTF-32是一种用于编码Unicode的协定，该协定使用32位比特对每个Unicode码位进行编码（但前导比特数必须为零，故仅能表示231个Unicode码位）。与其他可变长度的Unicode转换格式（UTF）相比，UTF-32编码长度是固定的，UTF-32中的每个32位值代表一个Unicode码位，并且与该码位的数值完全一致。
UTF-32的主要优点是可以直接由Unicode码位来索引。在编码序列中查找第N个编码是一个常数时间操作。相比之下，其他可变长度编码需要进行循序存取操作才能在编码序列中找到第N个编码。这使得在计算机程序设计中，编码序列中的字符位置可以用一个整数来表示，整数加一即可得到下一个字符的位置，就和ASCII字符串一样简单。
UTF-32的主要缺点是每个码位使用四个字节，空间浪费较多。在大多数文本中，非基本多文種平面的字符非常罕见，这使得UTF-32所需空间接近UTF-16的两倍和UTF-8的四倍（具体取决于文本中ASCII字符的比例）。
尽管每一個碼位使用固定長度的位元組看似方便，但UTF-32並不如其它Unicode編碼使用廣泛。與UTF-8及UTF-16相比，UTF-32更容易遭到截斷。即使使用了"定寬"字型，在大多数情况下用UTF-32計算顯示字串的寬度也并不比其他编码更加容易。主要原因是，存在著一個字符位置會有多於一種可能的碼點（結合字符）或一個碼點用多於一個字符位置（如CJK表意字符）。結合符號也意味著，文書編輯者不能將一個码位視同一個編輯上的單位。

## 歷史
原本ISO 10646標準定義了一個32位元的編碼形式，稱作UCS-4，通用字符集（UCS）的每一個字符由0到十六進制的7FFFFFFF的31位数值表示（符号位未使用且零）。UCS-4足以用來表示所有的Unicode的字碼空間，其最大的碼位為十六進制的7FFFFFFF，所以其空間約20亿個碼位。2003年11月，由于UTF-16编码形式的限制，RFC 3629标准将Unicode限制为仅支持U+10FFFF以内的码位（另外U+D800到U+DFFF范围内也被保留使用）。虽然在之前的ISO标准（1998年的Unicode 2.1）中0xE00000到0xFFFFFF和0x60000000到0x7FFFFFFF这些区域被分配给“保留私人使用”，但这些区域也在后续版本中被删除。在 ISO/IEC JTC 1/SC 2 WG2申明中规定UCS-4将来所有的字符分配将被限制在Unicode范围内，所以UTF-32和UCS4能表示的字符是相同的。

## 外部連結
- （英文）The Unicode Standard 4.1，第三章 （页面存档备份，存于） - 在§3.10, D43-D4中正式定義 UTF-32
- （英文）Unicode Standard Annex #19 （页面存档备份，存于） - Unicode 3.x 中正式定義的 UTF-32（2001 年三月；最後更新於 2002 年三月）
- （英文）註冊新字集：UTF-32, UTF-32BE, UTF-32LE - IANA 字符集新增 UTF-32的宣言（2002 年四月）